# Erieview Tower
Erieview Tower – wieżowiec w Cleveland, w stanie Ohio, w Stanach Zjednoczonych, o wysokości 161 m. Budynek został otwarty w 1964 i posiada 40 kondygnacji.